# دنیا مال منه
دنیا مال منه فیلمی به کارگردانی و نویسندگی خسرو پرویزی محصول سال ۱۳۵۰ است.

## خلاصه داستان
«حمید» و «کیمیا» با هم روبرو می‌شوند و برخوردهای بعدی عشقی فیمابینشان پدید می‌آید و کیمیا دختر مرد ثروتمندی است و حمید که نمی‌خواهد کیمیا را به خاطر اینکه فقیر است از دست بدهد، به همین جهت خود را متمول معرفی می‌کند. اما بعد از مدتی اتفاقی سبب می‌شود که هویت اصلی حمید آشکار شود. کیمیا ابتدا از عشق حمید سر می‌خورد، ولی پس از یک سلسله ماجرا سوءتفاهمات برطرف شده و حمید و کیمیا با یکدیگر ازدواج می‌کنند.

## بازیگران
- تقی ظهوری
- نیلوفر
- هوشنگ بهشتی
- پیمان
- سارا
- فرخ‌لقا هوشمند